# كأس الاتحاد الإنجليزي 2000–01
كأس الاتحاد الإنجليزي 2000–01 (بالإنجليزية: 2000–01 FA Cup)‏ هو الموسم 120 من  كأس الاتحاد الإنجليزي. الذي يشرف على تنظيمه الاتحاد الإنجليزي لكرة القدم، وفاز فيه نادي ليفربول.